# Ruscha Wijdeveld
Ursula 'Ruscha' Wijdeveld (Lambersart (Frankrijk), 8 maart 1912 – Amsterdam, 5 mei 2004)  was een Nederlands kunstenares. Zij ontwierp illustraties, ex-libris, folders, stempels, vignetten, advertenties, catalogi, affiches en was boekbandontwerper. Zij was de dochter van de architect, grafisch ontwerper, meubel- en decorontwerper Hendrik Wijdeveld  en celliste Ellen Philippine Kohn.  Zij had twee broers: componist Wolfgang Wijdeveld en Roland Matthijs Wijdeveld.
Een jaar na haar geboorte in Frankrijk verhuisde het gezin Wijdeveld naar de Vossiusstraat in Amsterdam, waar ze in een radicaal esthetische omgeving opgroeide. Omdat ze te snel groeide, verruilde ze haar dansambities voor een brede oriëntering op het gebied van de toegepaste kunsten: na het Amsterdamsch Instituut voor Kunstnijverheidsonderwijs volgde ze lessen aan de Central School of Arts in Londen en maakte ze studiereizen naar München en Florence. Kalligraferen leerde ze van Tine Baanders, die hier tegenover woonde en meewerkte aan het roemruchte tijdschrift Wendingen van Henk Wijdeveld. Ruscha’s vorming vond ook thuis plaats, zoals ze in een interview met De vrouw in haar huis in 1940 vertelde: ‘Want thuis moesten wij, voor zoover dat redelijkerwijs mogelijk was, probeeren “alles” te maken.’
In december 1935 werd ze lid van de Nederlandsche Vereeniging voor Ambachts- en Nijverheidskunst (V.A.N.K.). Datzelfde jaar was zij verantwoordelijk voor de vormgeving van De Papiermolen (nr. 9, oktober 1935), een papiermonstertijdschrift voor de grafische vakken. Een vijftigtal van haar ontwerpen vond daarin een plaats.
Als schilderes maakte zij rond 1938 voor de Glasfabriek Leerdam enige ontwerpen voor kinderbekers en beschilderd gebruiksglas, waarvan niet bekend is of deze zijn uitgevoerd en haar naam komt voor in het Glas-Markenlexikon 1600-1945 van Carolus Hartmann.
In 1938 verscheen ter gelegenheid van de tewaterlating van het schip de Nieuw Amsterdam het boek Nieuw Amsterdam 1626-1938, geschreven door de Amerikaanse journalist William Seabrook en uitgegeven bij Joh. Enschedé en Zonen te Haarlem. De eerste-klasspeelkamer op het schip is ontworpen door Frits Spanjaard en voorzien van glas-in-loodramen en een fries van Ruscha Wijdeveld.
Ruscha Wijdeveld was ook ontwerpster van het omslag voor een programmaboekje voor de Stadsschouwburg Amsterdam in 1936 en de affiche voor de Boekenweek van 1939.
Voor de PTT ontwierp zij brievenbusreclame en een strooibiljet waarmee het sturen van een gelukstelegram onder de aandacht werd gebracht. Zij maakte ook poppen bij een poppenkast die  Piet Worm ontwierp bij een jubileum van de PTT.
Zij was een van de illustratoren in het Het Boek voor de Jeugd verschenen in 1937  bij de Arbeiderspers met een marokijnrode band met goudstempel van J.B. Heukelom.  Het stofomslag in drie kleuren en schutbladen en initialen van dit boek waren ook van haar hand. Ook werkte zij voor de uitgeverijen: Van Kampen, Elsevier en Nijgh & Van Ditmar.
In 1939 verzorgde zij voor uitgeverij Querido de illustraties voor het kinderboek Michiel - de geschiedenis van een mug en in 1940 bij Sinterklaas blijft een zomer over, beide boeken geschreven door Henriette van Eyk .
In 1943 ontwierp zij voor uitgever Opbouw in Amsterdam de boekband en tekeningen in het boekje Hansje en Stansje, zondagskindertjes.
Ruscha Wijdeveld trouwde op 19 september 1940 in Amsterdam met de arts Gerrit-Jan Kloosterman (1915-2004) en ging met hem in Utrecht wonen, waar hij hoogleraar verloskunde en gynaecologie werd. Zij signeerde vanaf dat moment haar werk ook wel met Ruscha Kloosterman-Wijdeveld, hoewel ze nog maar weinig maakte, omdat ze acht kinderen ter wereld bracht. Toen de kinderen groot waren, legde ze zich vooral toe op vrij werk, onder meer quilts (doorgestikte dekens) en schilderijtjes in een naïeve stijl. Daarnaast beschilderde ze voor een cadeauwinkel in Amsterdam huishoudelijke voorwerpen.